# Eugène Froment
Pour les articles homonymes, voir Froment.
Ne doit pas être confondu avec Eugène Froment-Delormel.
Eugène Froment (1844-1926 ?) est un graveur et illustrateur français.

## Biographie
Eugène Froment est né à Sens le 2 décembre 1844, fils d'un maître d'hôtel et d'une lingère. Marié en 1863, il a notamment eu quatre fils, Albert Pierre Eugène Froment (1863-1923), archiviste, Émile-Alphonse Froment (Paris, 2 janvier 1866 - 28 septembre 1928), graveur avec lequel il a collaboré, Maurice Froment (Paris, 1870-1954), également graveur, et André Froment (Montévrain, 1885 - Viry-Châtillon, 1977). 
Froment étudie la gravure sous la direction d'Alphonse Louis Félix Tauxier (d) (1830-après 1904 ?), originaire de Villers-Cotterêts ; il intègre ensuite l'École impériale de dessin, dirigée par Horace Lecoq de Boisbaudran[réf. nécessaire]. 

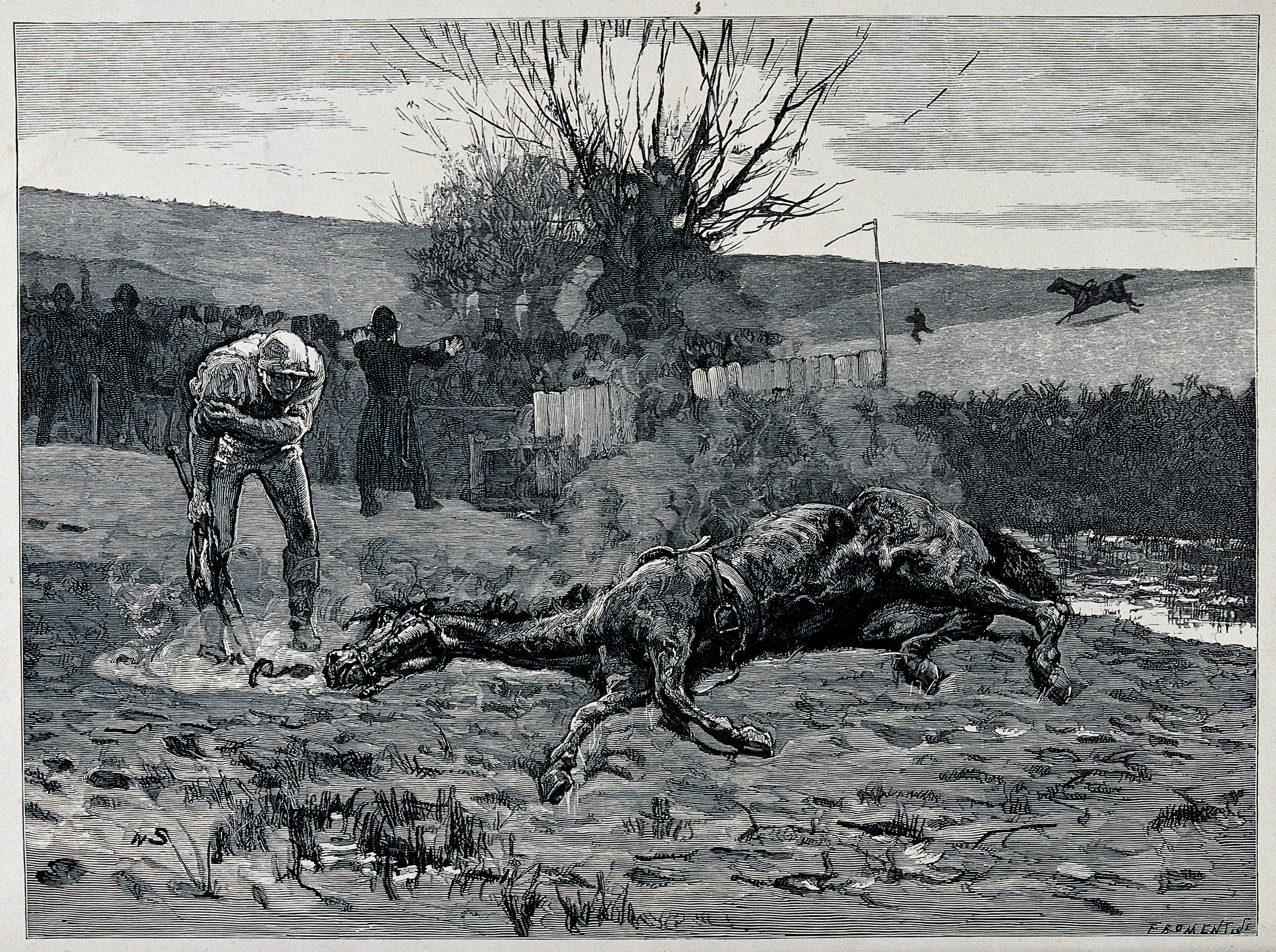
A jockey wearing his cap and holding a whip is bending down, d'après William Small, Londres, Wellcome Collection.

Il présente une première fois son travail au Salon de 1868, une xylogravure d'interprétation d'après Théodore Rousseau ; il réside à cette époque au 44, rue du Montparnasse. Ayant des liens avec des graveurs français installés à Londres, comme Alphonse Legros, il revient au Salon en 1873, exposer deux séries de bois, des scènes de genre d'après William Small, publiées dans The Graphic, puis de nouveau entre 1874 et 1879. Il interprète Benjamin-Constant, dont il sera le graveur attitré, et commence à travailler pour L'Illustration. En 1880, il expose des bois au Salon des artistes français. Il commence à travailler pour la revue d'Eugène Véron, L'Art. Il collabore également par la suite à The Illustrated London News, au Monde illustré, à la Revue illustrée.
Dans les années 1876-1886, outre son atelier parisien situé quartier Montparnasse, il achète une maison à Montévrain où il accueille ses amis xylographes avec qui il travaille en société, comme Maximilien Luce (qu'il eut comme élève), Émile-Gustave Cavallo-Péduzzi, Léo Gausson… Il est aussi proche du graveur Émile Thomas (1841-1907).
Ses premières collaborations à des ouvrages illustrés remontent au recueil Sous Bois. Impressions d'un forestier d'André Theuriet (édition de 1883). Il devient ensuite, à partir de 1896, l'un des graveurs attitrés de l'éditeur Édouard Pelletan, qui recrute également son fils Émile (dit « Froment fils »),.
Pour l'année de sa mort, la plupart des sources d'autorité indiquent 1926, d'autres 1916 ou 1924.

## Ouvrages illustrés
- Théocrite, L'Oaristys, compositions de Georges Bellenger, chez Édouard Pelletan, 1896.
- Alfred de Vigny, Les destinées, compositions de Georges Bellenger, Pelletan, 1898.
- Almanach du bibliophile 1898, compositions de Henri Bellery-Desfontaines, Pelletan, 1899.
- Tola Dorian, L'Invincible Race, compositions de Henri Bellery-Desfontaines, Pelletan, 1899.
- Ernest Renan, Prière sur l'Acropole, compositions de Henri Bellery-Desfontaines, Pelletan, 1899.
- Charles Nodier, Histoire du chien de Brisquet,  compositions de Steinlen, Pelletan, 1900.
- Almanach du bibliophile 1900, compositions de Steinlen, Pelletan, 1901.
- Anatole France, L'Affaire Crainquebille, compositions de Steinlen, Pelletan, 1901.
- Victor Hugo, Cinq Poèmes, collectif d'illustrateurs, Pelletan, 1902.

Illustrations d'Eugène Froment
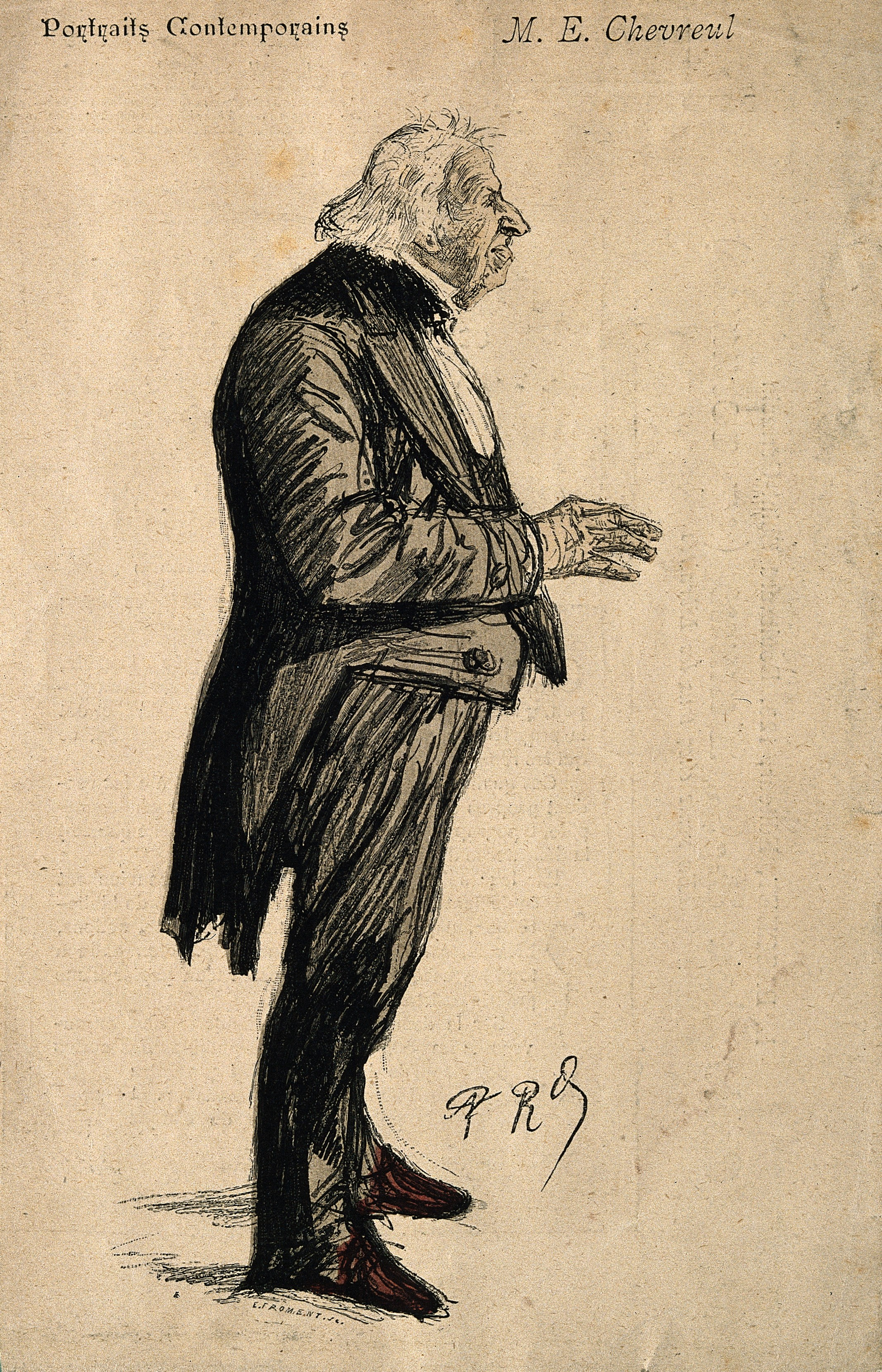
Portrait de Michel Eugène Chevreul, d'après Charles Paul Renouard (1886), Londres, Wellcome Collection.
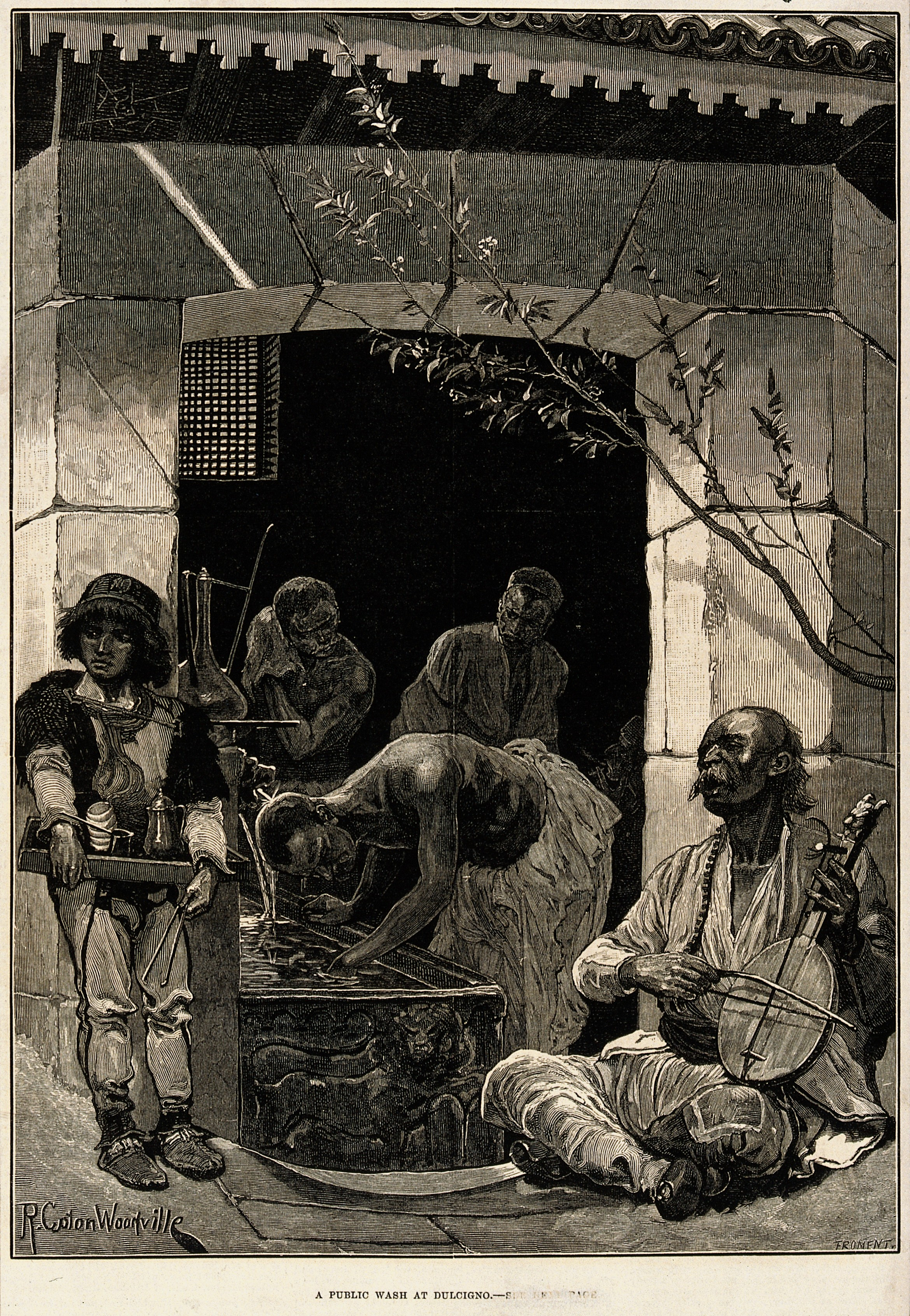
A public bath-house at Ducigno, d'après Richard Caton Woodville Jr. (en), Londres, Wellcome Collection.
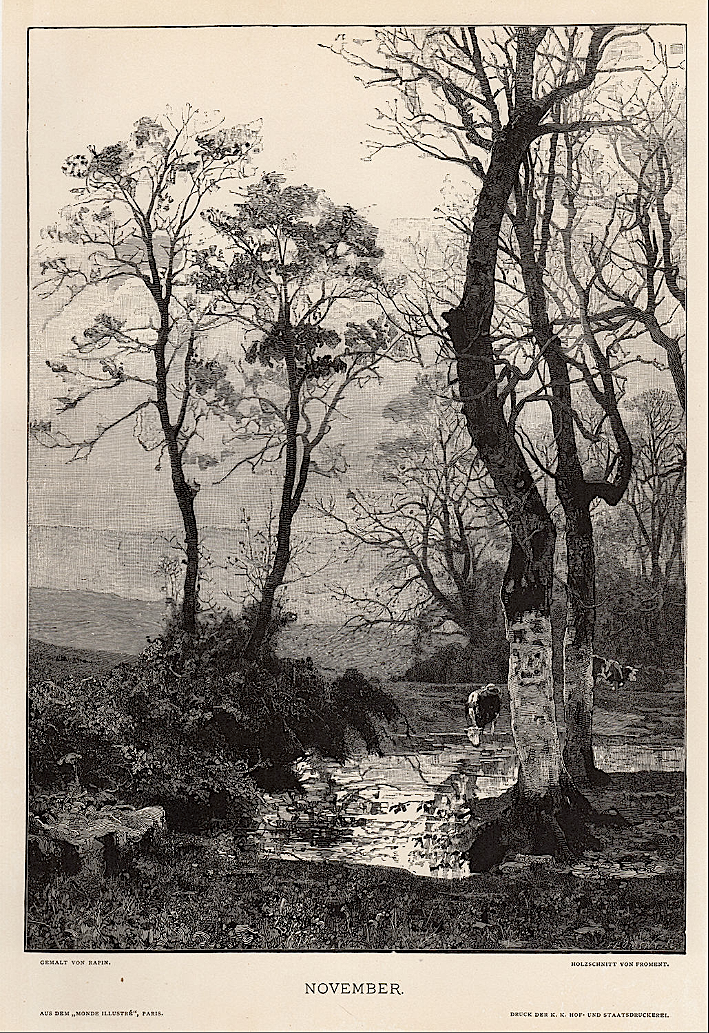
Novembre, d'après Alexandre Rapin.
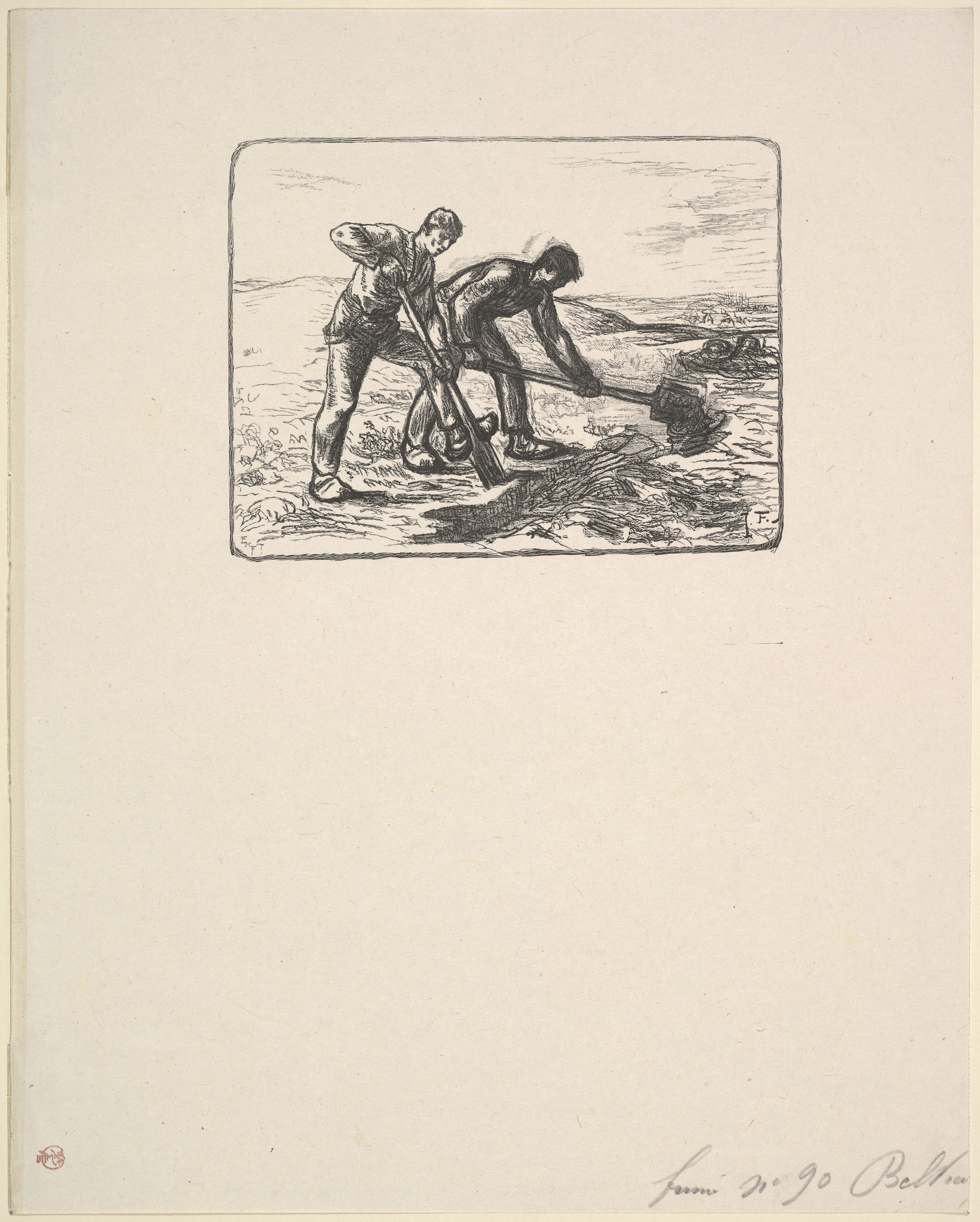
The Diggers, d'après Jean-François Millet (1899), New York, Metropolitan Museum of Art.